# Szilvás gombóc

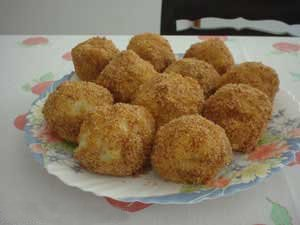
Szilvás gombóc

A szilvás gombóc burgonyából, lisztből és szilvából készült töltött gombóc. A hagyományos magyar konyha jellegzetes édes tésztaétele. Magas keményítő tartalmú héjában főtt áttört krumpliból készül, liszttel gyúrva. A szabályos négyzetekre vágott tészta közepére apró szemű szilvát tesznek. A tojás is szerepel egyes receptekben. A gombócokat vízben kifőzve, pirított zsemlemorzsába hengergetve szokás tálalni. 
A gyümölccsel töltött szilvás gombóc és a magyar konyha különféle, tésztából készül gombócai a hagyományos osztrák gasztronómiából származnak, ahol Knödelnek nevezik ezeket a gombócokat. A szilvás gombócot Zwetschgenknödelnek nevezik németül. A szilvalekváros gombóc a Powidlknödel.